# Тампере
Та̀мпере (на фински: Tampere – от Tammerkoski – Тамперски бързеи, също и на шведски: Tammerfors, Тамерфорш) е град в Югозападна Финландия.

## География
Център е на провинция Пирканмаа. Разположен е между езерата Наси и Пюха. Той е вторият по големина град във Финландия след столицата Хелзинки. Съседни по-големи градове са Нокия и Кангасала. Население 211 691 души от преброяването през 2010 г. Тампере отстои на 173 км от столицата Хелзинки. Със своето население Тампере се очертава като втората по големина финска агломерация след столицата Хелзинки.

## История
Градът е основан през 1775 г. от шведския крал Густав III. През 1779 г., официално получава статут на град. Селището се застроява по двата бряга на река Тамеркоски. През XIX в. малкото търговско градче Тампере се превръща в център на промишлеността за Финландия, поради което получава и прозвището „Северният Манчестер“. Първоначално градът се е славел с традициите си в областта на текстилната и стоманодобивната промишленост. В началото на 90-те години на 20 век, обаче постепенно тези отрасли са изместени на заден план от съвременните динамично развиващи се комуникационни и информационни технологии. През 1809 г. Тампере, както и цяла Финландия губят своята независимост и стават част от Руската империя. Исторически паметници от тази епоха са останали православните храмове „Св. Николай“ и „Александър Невски“. В Тампере за кратък период от време е пребивавал идеологът на октомврийската революция – Владимир Илич Ленин. Самият той дава независимостта на фините, поради което те гледат на него с добро око и дори построяват единствения функциониращ в света музей, посветен на пролетарския водач. Градът е бил стратегически важен пункт за развитието и окончателната развръзка на Финската гражданска война (28 януари – 15 май 1918 г.).
Градската управа на Тампере участва в международния конкурс „Културна столица на Европа“, за каквато се очертава да бъде признат през 2018 г.

## Икономика
Текстилна, хартиена и дървопреработвателна промишленост. Транспортен, шосеен и жп възел.
Провинция Пирканмаа (която включва освен града и някои по-отдалечени области) има около 0.47 милиона жители, 0.23 милиона работещи и 25 билиона евро годишен оборот (данните са от 2007 г.). Безработицата е около 10%.

## Образование
Тампере има два университета и три политехникума с общо 40 000 студенти.

## Културни забележителности
Тампере е известен с множество забележителности. Освен музея на Ленин, туристите могат да посетят Музей на шпионажа, Музей на обувката и Музей на камъка, където могат да се видят парченца от Луната и Марс, музей на прословутите герои на Туве Янсон – муминтролите, Музей на Сара Хилден, планетариум, делфинариум, Летния музей Амури, където може да се види бита на работническата класа от различни епохи, Музея на труда и други.
Също така интересно е да се посети високата 168 м кула Насиннеула (Näsinneula). Тя е най-високата наблюдателна кула в скандинавските страни. На върха има ресторант, който се върти бавно в кръг, за да могат туристите да разгледат града от всички страни. Около нея има лунапарк.
Друга забележителност са множеството разнообразни по епоха и стил църкви. Те са резултат от вдъхновението както на прочути фински дизайнери, така и на неизвестни, но талантливи архитекти. Като особено интересни изпъкват имената на катедралата в Тампере (Tuomiokirkko), Александровската църква (Aleksanderin kirkko) и Църквата в Калева (Kalevan kirkko).

## Спорт
Представителният футболен отбор на града носи името Тампере Юнайтед. Той е сред най-популярните футболни тимове в страната, също много популярен и в България. Града разполага с два бележити хокейни отбора – Илвес (от фински: Ilves – „Рисовете“) и Тапара (Tappara – „брадва“, „секира“).

## Известни личности
Родени
- Ана Фалки (р. 1972 г.), италианска певица
- Йоне Аарон – вокалист на Negative

## Друго
Съществува вражда между Тампере и финският град Турку, която обикновено се изразява в шеги с жителите на другия град. От 1997 г. студенти от Тампере организират т.нар. „Общество Не На Турку“ (Ei-Turkulainen Osakunta), което организира всяка година екскурзии до бившата столица, където се събират на градския пазар и скачат, като по този начин дават своят принос за по-бързото потопяване на града. От друга страна гражданите често търпят подигравки заради типичната за града „черна наденица“ (mustamakkara), която се прави с кръв (подобно на българската кървавица).

## Побратимени градове
Тампере е побратимен със следните градове:
- Брашов, Румъния
- Виборг, Русия
- Есен, Германия
- Каунас, Литва
- Кемниц, Германия
- Киев, Украйна
- Коупавогюр, Исландия
- Леон, Никарагуа
- Линц, Австрия
- Лодз, Полша
- Мванза, Танзания
- Мишколц, Унгария
- Нижни Новгород, Русия
- Норшьопинг, Швеция
- Оденсе, Дания
- Оломоуц, Чехия
- Саскатун Канада
- Санкт Петербург, Русия
- Сиракюз, Ню Йорк, САЩ
- Тарту, Естония
- Тронхайм, Норвегия